# Unidos Para La Música
Singles de David Vendetta featuring Akram
Love to Love You Baby
(2006) Break 4 Love
(2007)
Pistes de Rendez-vous
Break 4 Love
Unidos Para La Música est une chanson de David Vendetta sortie le 12 mars 2007 avec la collaboration du chanteur Akram. La chanson est écrite par Akram Sedkaoui, David Vendetta et produite par David Vendetta.

## Liste des pistes
CD-Single V2
- 1. 	Unidos para la música (Cosa Nostra Radio Edit)		3:49
- 2. 	Unidos para la música (David C. Remix)		6:01

Extras
- Unidos para la música (Video) 3:51
- Love to Love You Baby (Video) 3:30

## Classement par pays
| Classement (2007)                       | Meilleure position |
| --------------------------------------- | ------------------ |
| France (SNEP)                           | 5                  |
| Bulgarie                                | 23                 |
| Belgique (Wallonie Ultratop 50 Singles) | 30                 |
| France (Club 40)                        | 4                  |